# Prat Samakrat
Prat Samakrat (tiếng Thái: ปรัชญ์ สมัครราษฎร์, sinh ngày 31 tháng 10 năm 1985), là một cầu thủ bóng đá người Thái Lan thi đấu ở vị trí hậu vệ cho câu lạc bộ Giải bóng đá Ngoại hạng Thái Lan Sukhothai.

## Bàn thắng quốc tế
| #  | Ngày                | Địa điểm            | Đối thủ | Tỉ số | Kết quả | Giải đấu |
| -- | ------------------- | ------------------- | ------- | ----- | ------- | -------- |
| 1. | 16 tháng 2 năm 2006 | Ayutthaya, Thái Lan | Iraq    | 4-3   | Thắng   | Giao hữu |

## Danh hiệu

### Quốc tế
U-23 Thái Lan
- Sea Games
  -  Huy chương Vàng (2); 2005, 2007